# Zbigniew Krutczenko
Zbigniew Józef Krutczenko (ur. 19 marca 1941 w Ostrowi Mazowieckiej) – polski polityk, spółdzielca, poseł na Sejm IV kadencji.

## Życiorys
Ukończył w 1981 studia na Wydziale Prawa i Administracji Uniwersytetu Warszawskiego. W latach 1968–1987 pracował na kierowniczych stanowiskach w różnych przedsiębiorstwach i spółdzielniach. Od 1987 pełni funkcję prezesa zarządu Banku Spółdzielczego w Ostrowi Mazowieckiej.
Sprawował mandat posła na Sejm IV kadencji z okręgu siedleckiego, wybranego z ramienia Sojuszu Lewicy Demokratycznej. Pracował w Komisji Sprawiedliwości i Praw Człowieka oraz Komisji Kultury i Środków Przekazu. W 2005 nie ubiegał się o reelekcję.

## Odznaczenia
- Krzyż Oficerski Orderu Odrodzenia Polski (2005)[1]
- Krzyż Kawalerski Orderu Odrodzenia Polski (1998)[2]
- Złoty Krzyż Zasługi (1996)[3]